# Phact
Phact o Phakt (α Columbae / α Col / HD 37795) es la estrella más brillante de la constelación de Columba con magnitud aparente +2,65. Su nombre proviene del árabe Al-Fakhitah y significa «la paloma», en alusión al nombre de la constelación. También recibe los nombres de Phaet y Phad. Se encuentra a 268 años luz del sistema solar.
Phact es una estrella subgigante blanco-azulada de tipo espectral B7IVe con una temperatura superficial de 12.500 K. Unas 1000 veces más luminosa que el Sol —incluida la radiación emitida en el ultravioleta—, su radio es 7 veces más grande que el radio solar. Su velocidad de rotación es muy alta, al menos 180 km/s en su ecuador, aunque probablemente sea mucho mayor. Clasificada como una estrella Be, la rápida rotación hace que la estrella esté achatada por los polos, formándose una cubierta de baja densidad en torno a la estrella que emite radiación en longitudes de onda específicas. Otras estrellas de este tipo son Achernar (α Eridani), Alcíone (η Tauri) o la peculiar γ Cassiopeiae.
Phact tiene una masa aproximadamente 4,5 veces mayor que la masa solar. Es una estrella ligeramente variable del tipo Gamma Cassiopeiae. Su brillo varía entre magnitud +2,62 y +2,66.